# Pézenas
Pézenas is een gemeente in het Franse departement Hérault (regio Occitanie). De plaats maakt deel uit van het arrondissement Béziers. Pézenas telde op 1 januari 2022 7.789 inwoners.

## Geografie
De oppervlakte van Pézenas bedroeg op 1 januari 2022 29,56 vierkante kilometer; de bevolkingsdichtheid was toen 263,5 inwoners per km².

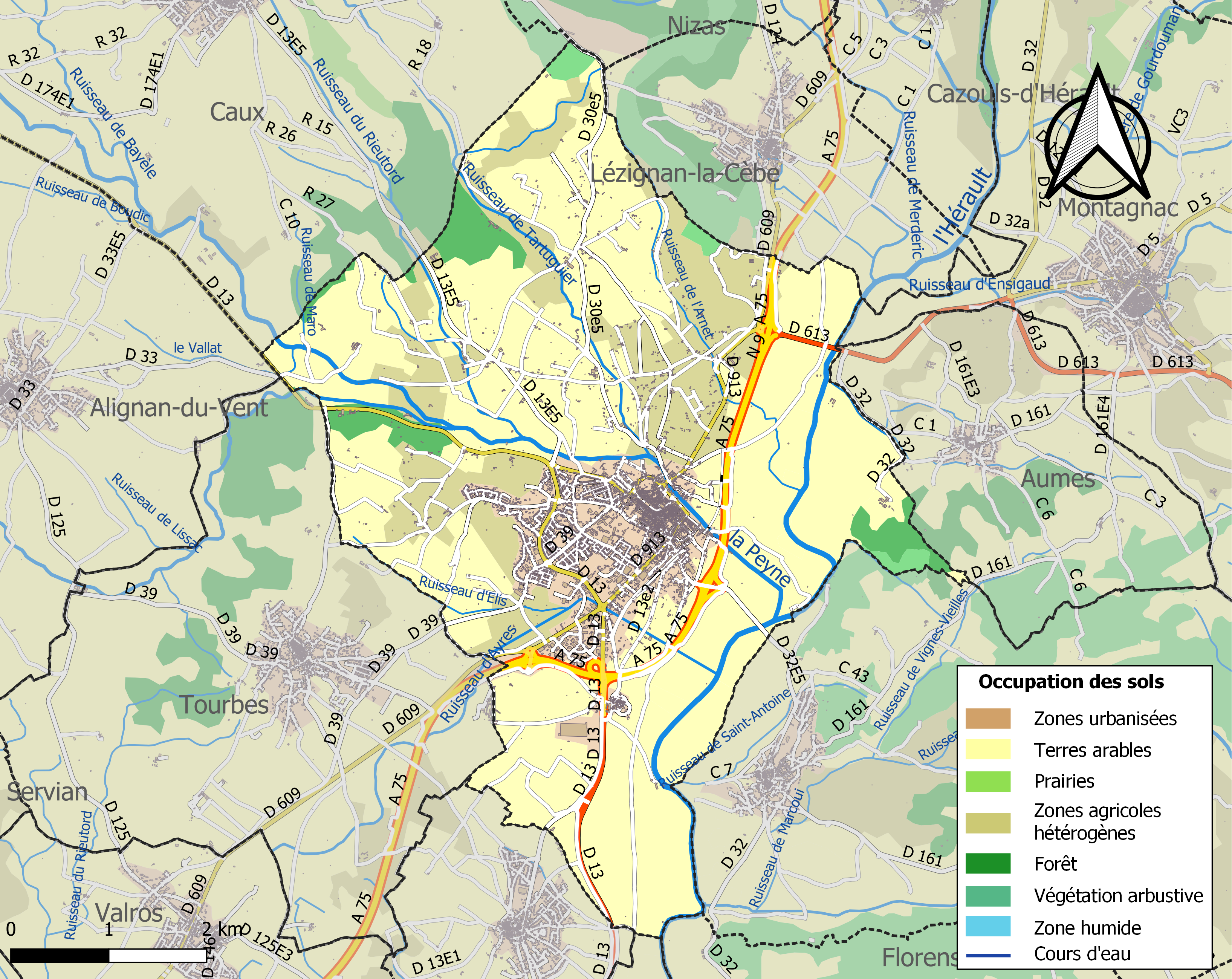
Kaart van de gemeente met belangrijkste infrastructuur, bodemgebruik en omliggende gemeenten

## Demografie
Onderstaande figuur toont het verloop van het inwonertal (bron: INSEE-tellingen).

## Geboren
- Louis Paulhan (1883-1963), Frans luchtvaartpionier

## Afbeeldingen

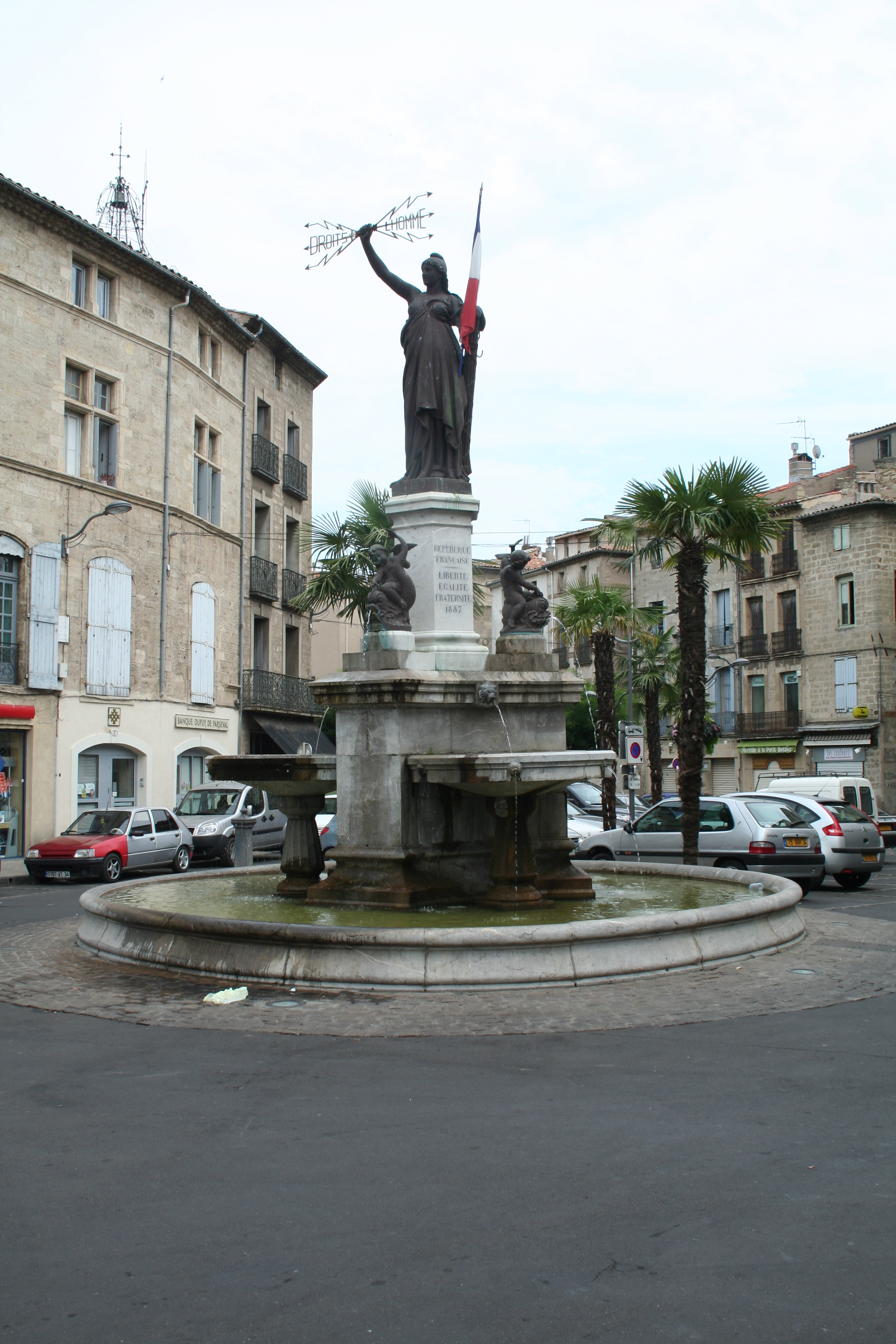
Beeld van Marianne
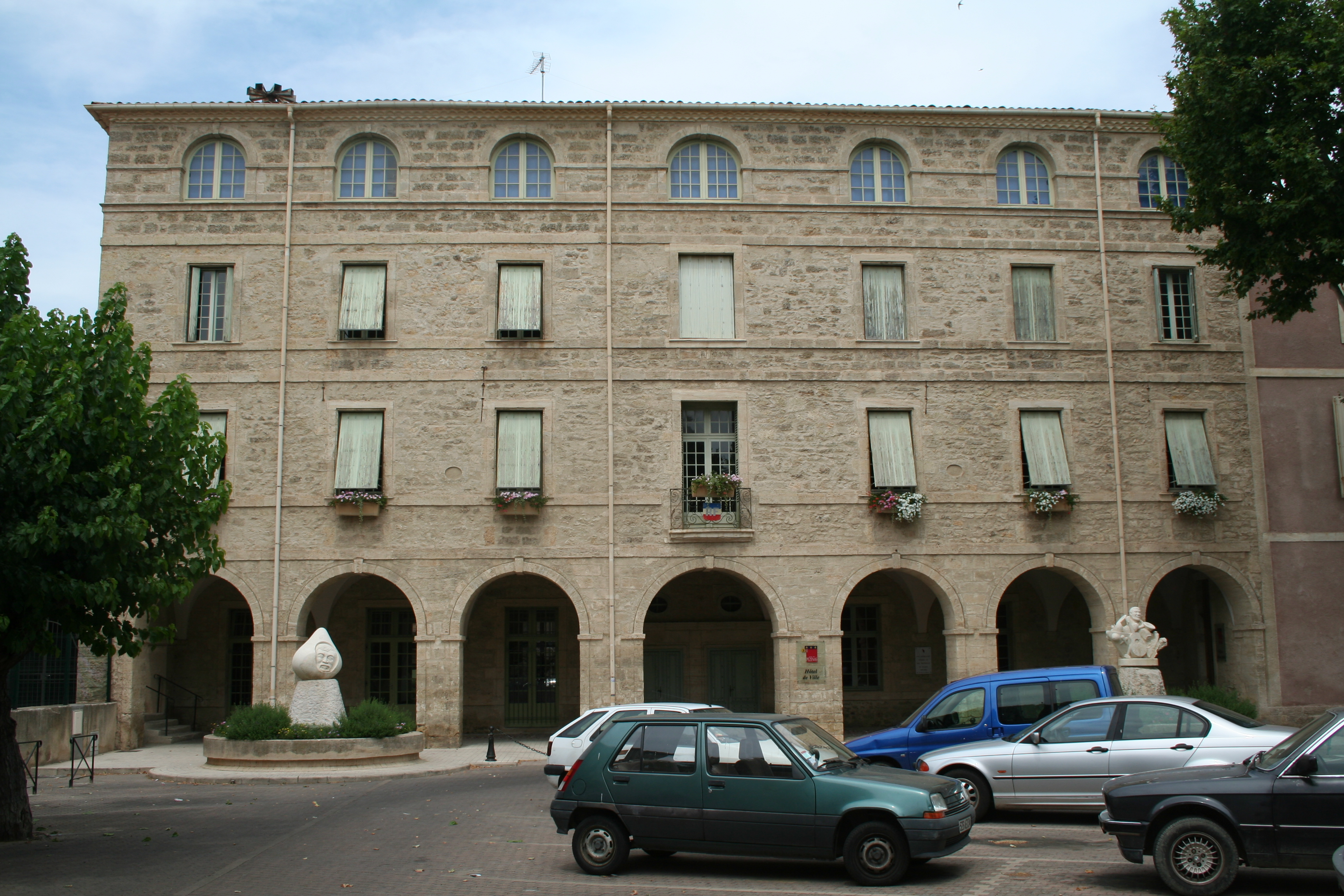
Gemeentehuis
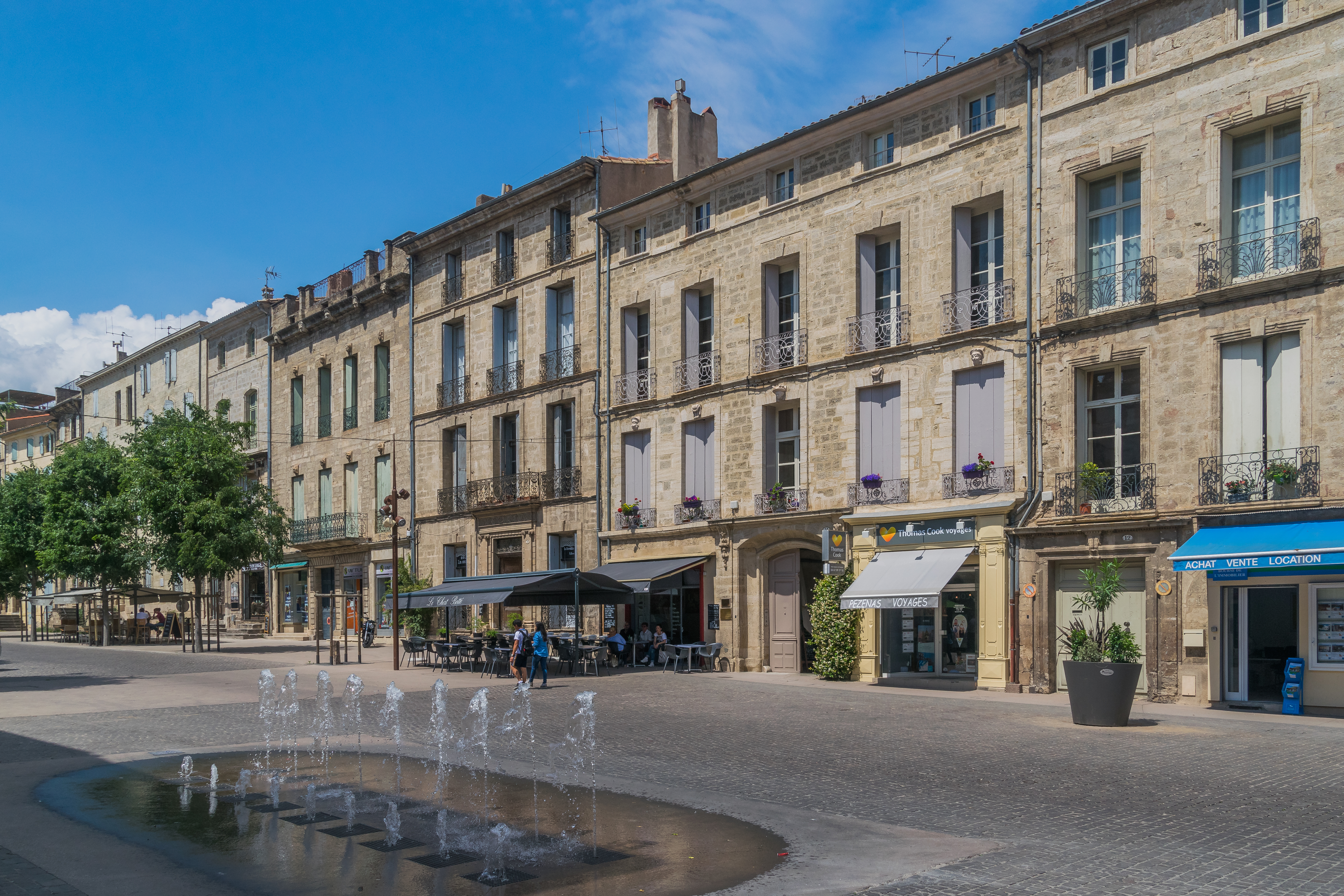
Cours Jean Jaurès